# Résolution 312 du Conseil de sécurité des Nations unies
Membres permanents
- Chine
- États-Unis
- France
- Royaume-Uni
- URSS

Membres non permanents
- Argentine
- Belgique
- Guinée
- Inde
- Italie
- Japon
- Panama
- Somalie
- Soudan
- Yougoslavie

Résolution no 311 Résolution no 313
La résolution 312 du Conseil de sécurité des Nations unies est adoptée à 9 voix et 6 abstentions lors de la 1 639e séance du Conseil de sécurité des Nations unies le 4 février 1972,  après avoir réaffirmé les résolutions antérieures sur le sujet et déploré ceux qui ne s'y conforment pas, le Conseil a demandé au Portugal de reconnaître immédiatement le droit des peuples de ses colonies à l'autodétermination, de cesser tout acte de répression contre les peuples de l'Angola, du Mozambique et de la Guinée-Bissau, de retirer ses forces armées de ces régions, de promulguer une amnistie politique inconditionnelle et de transférer le pouvoir à des institutions représentatives autochtones librement élues.
Le Conseil a ensuite demandé aux États de s'abstenir d'offrir au gouvernement portugais toute assistance militaire qui lui permettrait de continuer à réprimer les peuples de ses territoires et a prié le secrétaire général de suivre l'application de la présente résolution et de lui faire rapport de temps à autre.
La résolution 312 a été adoptée avec neuf voix et six abstentions de l'Argentine, la Belgique, la France, l'Italie, le Royaume-Uni et les États-Unis.

### Sources
- (en) Cet article est partiellement ou en totalité issu de l’article de Wikipédia en anglais intitulé « United Nations Security Council Resolution 312 » (voir la liste des auteurs).

### Texte
- Résolution 312 sur fr.wikisource.org
- Résolution 312 sur en.wikisource.org